# 효자 최익항 정려
효자 최익항 정려는 대한민국 충청남도 공주시 정안면에 있다. 1997년 6월 5일 공주시의 향토문화유적 제18호로 지정되었다.